# Furie (jeu vidéo)
Pour les articles homonymes, voir Furie.
 (août 2025).
Motif : À supposer que des sources puissent être trouvées, ce concept mérite-t-il vraiment un article à séparé de jeu de combat ?
- Archive Wikiwix
- Bing
- Cairn
- DuckDuckGo
- E. Universalis
- Gallica
- Google
- G. Books
- G. News
- G. Scholar
- Persée
- Qwant
- (zh) Baidu
- (ru) Yandex
- (wd) trouver des œuvres sur Wikidata

| 1. | Préciser le motif de la pose du bandeau. | Précisez le motif de la pose du bandeau en utilisant la syntaxe suivante : {{admissibilité à vérifier\|date=août 2025\|motif=remplacez ce texte par le motif}}                         |
| 2. | Informer les utilisateurs concernés.     | Pensez à avertir le créateur de l'article, par exemple, en insérant le code ci-dessous sur sa page de discussion : {{subst:avertissement admissibilité à vérifier\|Furie (jeu vidéo)}} |

Une furie est un coup spécial particulièrement dévastateur dans les jeux vidéo de combat. Le terme (semble-t-il spécifiquement français) et la notion sont apparus pour la première fois dans le premier opus de Art of Fighting sorti en 1992 bien que la plupart des gens attribuent à tort sa paternité au second opus de la série Fatal Fury sorti quelques mois plus tard, puis la notion a été copiée dans presque tous les jeux de combat. Chez Capcom, les furies sont introduites dans Super Street Fighter II Turbo.
La particularité d'un tel coup est de ne pas pouvoir, le plus souvent, être exécuté de nombreuses fois. Le joueur dispose en général d'une barre représentant le « capital » puissance, énervement, ou désespoir de son personnage, qui est incrémenté durant le combat au fur et à mesure que ce dernier inflige ou reçoit des dommages. Lorsque la jauge est pleine, le joueur doit effectuer une manipulation plus longue et plus complexe que pour les autres actions afin de déclencher un déluge de coups sur son adversaire.
Les animations des furies sont souvent irréalistes, permettant au personnage d'effectuer des mouvements surhumains sur la totalité de l'écran et accompagnées de nombreux effets spéciaux. Certains jeux, tels la série Marvel vs. Capcom, en délivrent une représentation exagérée à l'extrême (il est parfois difficile de distinguer qui est qui à l'écran) qui a fait une partie de leur succès.

## Synonymes
- une spéciale
- une super
- un desperation move
- un power move
- Chou Hissatsu Waza en japonais dans le texte (techniques super mortelles).

## Quelques furies célèbres
- Shun Goku Satsu, de Gouki / Akuma : Akuma saisit sa victime, l'écran devient noir et se parsème de nombreux effets spéciaux. Le décor réapparaît et Akuma a le dos tourné, où s'inscrit le signe paradis en flammes, son adversaire gisant à ses pieds.
- Shin Shoryuken, de Ryu : Ryu effectue un coup de poing du dragon multiple en marquant une longue pause entre le premier et le second uppercut.
- Power Geyser, de Terry Bogard : Terry s'élance et frappe puissamment le sol avec le poing, faisant jaillir une immense gerbe de flammes.
- Hao Shokou Ken, de Robert Garcia, Ryo Sakazaki, Yuri Sakazaki et Takuma Sakazaki : Marque de fabrique de l'école Kyokugen. Le personnage lance une énorme vague d'énergie avec les deux mains ouvertes, les deux bras largement écartés tendus vers l'avant.
- Orochi Nagi, de Kyo Kusanagi : Kyo charge une petite flamme dans sa main levée ("kurae") puis s'avance en balayant l'air d'une généreuse gerbe de feu ("yagare !")
- Ya Otome, de Iori Yagami : Iori s'élance sur presque toute la longueur de l'écran pour saisir son adversaire et lui asséner une combo sauvage terminée par une explosion de flammes pourpres, en criant "Asobi wa owari da ! Nake, sakebe, soshite shine !".